# Ноаротси
Општина Ноаротси (ест. Noarootsi vald) рурална је општина у северном делу округа Ланема на западу Естоније.
Општина се налази у северозападном делу округа и излази на обале Балтичког мора. Заузима територију површине 296 km2. Граничи се са општинама Лане-Нигула на југу и Нива на истоку, те са општином Вормси на западу. Општини припада и острво Осмусар.
Према статистичким подацима из јануара 2016. на територији општине живело је 815 становника, или у просеку око 2,8 становника по квадратном километру.
Административни центар општине налази се у селу Пиркси у ком живи око 200 становника.
На територији општине налазе се 23 села.
Општина Ноаротси је била једина општина у континенталном делу Естоније у којој су већину становништва пре Другог светског рата чинили Швеђани. Тако су према статистичким подацима из 1934. Швеђани чинили 64% становништва општине (2.697 Швеђана од 4.338 становника).